# Felisa Martín Bravo
Felisa Martín Bravo (San Sebastián, 11 de junio de 1898 - Madrid, 29 de octubre de 1979) fue la primera mujer en ingresar en el Cuerpo Superior de Meteorología y la primera doctora en Física en España.

## Biografía
En 1918 se alojó en la Residencia de Señoritas para continuar sus estudios en la Universidad Central de Madrid, tras haber hecho Bachillerato en el Instituto de San Sebastián. Se licenció en Ciencias Físicas, en 1922. Como única mujer del departamento se sumó al equipo de investigación del físico aragonés Julio Palacios, en cuyo Laboratorio de Investigaciones Físicas de la Junta para la Ampliación de Estudios (JAE) estableció la estructura cristalina de los óxidos de níquel y de cobalto y del sulfuro de plomo, mediante cristalografía de rayos X. Estas investigaciones se recogieron en 1926 en su tesis doctoral, titulada Determinación  de  la  estructura  cristalina del óxido de níquel, de cobalto y del sulfuro de plomo. Entre 1924 y 1926 recibió una beca para poder preparar su tesis durante su estancia en la Residencia. Perteneció al Instituto-Escuela como aspirante al Magisterio Secundario en la sección de Ciencias entre 1919 y 1923.
En 1926, viajó a Estados Unidos con una beca para formación pedagógica de la JAE, para impartir un curso de Lengua Castellana y lecciones de Física en el Connecticut College (New London). Tanto esta actividad como su decisión de trabajar como auxiliar en el Servicio Meteorológico (ya en 1931) la alejaban de sus actividades como investigadora. Sin embargo, la creación en aquellas fechas del Instituto Nacional de Física y Química (INFQ) y su amistad con Julio Palacios le dieron oportunidad de continuar su trabajo en la determinación de estructuras cristalinas con rayos X. En la órbita de la Institución Libre de Enseñanza, viajó a la Universidad de Cambridge en 1932 gracias a una nueva beca de la  JAE. Allí se encontraba su marido, José Vallejo Sánchez, catedrático de Filología Latina de la Universidad de Sevilla. Asistió a las clases de Ernest Rutherford y amplió sus conocimientos en ciencias atmosféricas con el profesor Charles Wilson (1869-1959), especialista en electricidad atmosférica, y su aplicación en el campo de la protección aeronáutica.
A su regreso de Cambridge, en 1933, se integró en el cuadro del Servicio Meteorológico Nacional en Madrid, donde fue la primera mujer admitida. Tras el estallido de la guerra civil española, y ante el traslado de la oficina central a Valencia siguiendo al Gobierno de la República en 1936, su negativa a abandonar Madrid le supuso su cese en el puesto que ocupaba. Esa circunstancia pudo ser determinante en 1939, cuando finalizada la contienda, la necesidad de cuadros científicos en el bando vencedor hizo que, tras ser 'depurada' y sometida a un 'expediente de responsabilidades', Martín fuese incluida en el cuerpo de meteorólogos. Dicho departamento científico no volvería a admitir a una mujer en su nómina hasta el final de la década de 1960.
Durante 1973 y 1974 fue presidenta de la Asociación Meteorológica Española, la primera y la única mujer que ha ocupado el cargo hasta abril de 2019. Murió en Madrid el 29 de octubre de 1979.

## Premios y reconocimientos
- En 2018 fue incluida en la La Tabla Periódica de las Científicas con motivo de la celebración del 150.º aniversario de la publicación de Mendeléyev y la declaración del  2019 el Año Internacional de la Tabla Periódica de los Elementos Químicos.[14]
- En 2017 el ayuntamiento de San Sebastián le homenajea con una calle a su nombre.